# Dry-sumpsysteem

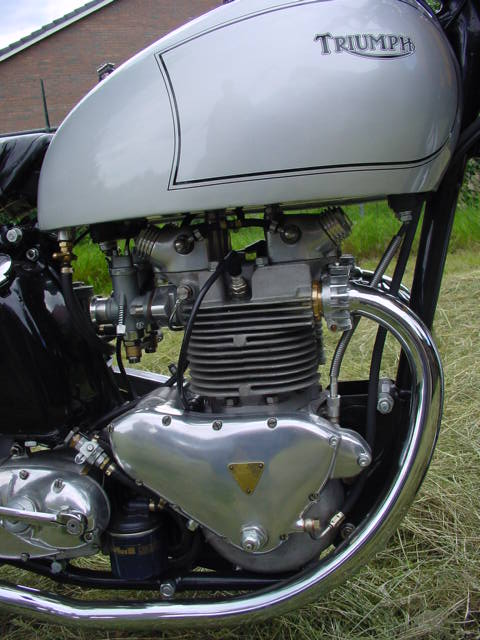
Kenmerkend voor een dry-sumpsysteem: de ronde onderkant van het motorblok, waar een oliepan ontbreekt. Nog net zichtbaar (links) is de aparte olietank

Een dry-sumpsysteem (letterlijk: droog cartersysteem) is een smeersysteem voor viertaktmotoren waarbij de smeerolie in plaats van in het carter in een aparte tank of in de framebuizen wordt meegevoerd.
Dit heeft als voordeel: geen (kwetsbare) carterpan onder het blok en een grotere bodemvrijheid. Daarom wordt een dry-sumpsmeersysteem vaak bij motorfietsen toegepast. Ook bij raceauto's wordt bij voorkeur een dry-sumpsysteem gebruikt, om twee redenen: 
1. de motor kan door het ontbreken van de oliepan lager in het chassis gehangen worden, hetgeen aerodynamische voordelen heeft,
2. geen probleem met "klotsende" olie in de carterpan. Door de optredende g-krachten wordt de olie tegen de wanden van de carterpan gedrukt en komt de aanzuigmond van de oliepomp droog te staan.

Er zijn echter ook nadelen: er zijn in het algemeen twee oliepompen nodig: een in de olietank en een onder in het motorblok. Bovendien is het peilen van de olie niet altijd eenvoudig, vooral als het motorfietsframe als olie-opslag dient.

## Wetsumping
Wetsumping was een fenomeen waarbij tijdens het stilstaan olie uit de olietank in een dry-sump-carter druppelde. Daardoor ontstond er een laag(je) olie dat daar niet hoorde en dat in veel gevallen bijdroeg aan de lekkage waar Britse motorfietsen met hun verticaal deelbare carter veel last van hadden. Norton loste het in de tweede helft van de jaren zeventig op door een terugslagklep te plaatsen die de olie tegenhield. 

## Bij scheepsmotoren
Grote zeeschepen hebben altijd een droog carter op de hoofdmotor. Dit heeft verschillende voordelen. Ten eerste is een droog carter veel kleiner, waardoor het gemakkelijker bovenop de dragende structuur van de romp kan gepast worden. De eigenlijke smeerolietank bevindt zich doorgaans recht onder het droge carter. De smeerolie loopt rechtstreeks van het droge carter de olietank in, zonder pomp. De dragende spanten lopen dwars door de tank. Zo wordt de structuur van het schip niet verzwakt op de plaats waar de zwaarste trillingen en voortstuwende krachten van de motor moeten opgevangen worden.
Een droog carter is ook gemakkelijker tijdens onderhoudswerken. De reusachtige volume's olie in een scheepsmotor worden voortdurend machinaal gereinigd, en worden niet bij elk onderhoud gewisseld. Door het droge carter, kunnen technici zich toch gemakkelijk in de motor begeven om metingen te nemen en zuigers of lagers te vervangen.